# 톰 홀컨보르흐

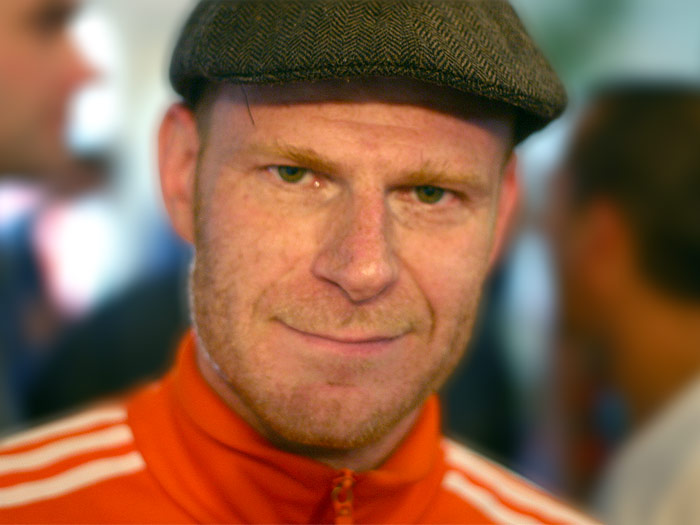
톰 홀컨보르흐

톰 홀컨보르흐(네덜란드어: Tom Holkenborg)는 정키 XL(Junkie XL, 1967년 12월 8일 ~ )이라는 예명으로도 알려진 네덜란드의 음악가이다.